# 耳叶凤仙花
耳叶凤仙花（学名：Impatiens delavayi）是凤仙花科凤仙花属的植物，是中国的特有植物。分布于中国大陆的西藏、云南、四川等地，生长于海拔3,400米至4,200米的地区，多生于溪边、山沟水边、冷杉林、山麓或高山栎林下，目前尚未由人工引种栽培。